# Enid Blyton
Enid Blyton (East Dulwich, London, 11. kolovoza 1897. -  Hampstead, London, 28. studenog 1968.), britanska književnica.